# VIA 57 West

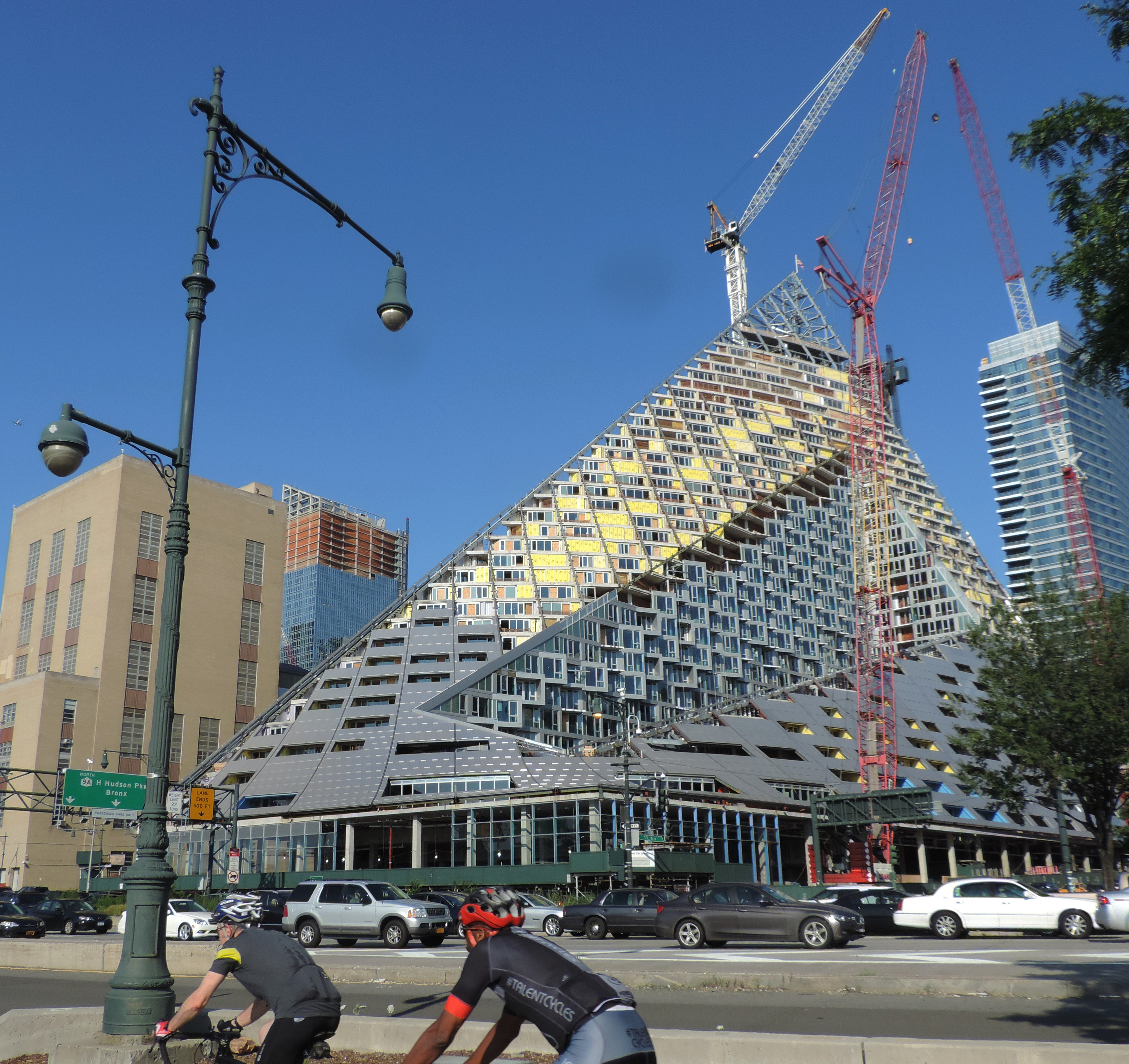
Edificio en construcción en julio de 2015.

VIA 57 West (nombre comercial, VIΛ 57WEST) es el nombre de un proyecto residencial de gran escala diseñado por el estudio de arquitectura Bjarke Ingels Group (en adelante, BIG), con sede en Copenhague y Estados Unidos. El proyecto tuvo anteriormente los siguientes nombres: 625 West 57th Street, West 57th o simplemente W57. La torre con forma piramidal se sitúa en 57th Street en Hell's Kitchen, Manhattan, Nueva York. Según el The New York Times, es eligió este nombre «debido a que la West Side Highway que va en dirección sur tiene una pendiente que va disminuyendo a medida que los conductores entran a la ciudad, justo al lado de donde se sitúa el edificio» actuando como una puerta de entrada a Manhattan.

## Contexto
Bjarke Ingels conoció al promotor neoyorquino Douglas Durst a principios de la década de 2000 cuando estaba en Dinamarca con su mujer, que era danesa. Tras visitar el estudio copenhaguense de Ingels en febrero de 2010, a Durst le pareció que era una persona muy innovadora, a diferencia de otros arquitectos, llegando a afirmar que «lo que llama la atención de su obra es que cada diseño es tan diferente y específicamente diseñado para cada lugar».
En primavera de 2010, Durst Fetner Residential le encargó al estudio BIG introducir una nueva tipología residencial a Manhattan. En 2011, BIG decide abrir una sucursal en Nueva York con miras a supervisar el desarrollo  construcción de W57. A mediados de 2012, el estudio tenía en nómina a una media de 50 empleados, alcanzando la cifra de 150 en 2015 sólo en Nueva York.
West 57 se trata del primer proyecto de Ingels en la ciudad de Nueva York. El edificio de 709 apartamentos se asemeja a una pirámide distorsionada con una fachada con gran inclinación, alzándose un total de 142 metros hacia el noroeste. La estructura triangular ha sido descrita como un híbrido entre la manzana europea y una torre residencial típica de Manhattan. Con balcones y terrazas singulares integradas en una plaza con zonas ajardinadas, el bloque conectará con el litoral y el Hudson River Park, siendo consciente de su entorno proporcionado excelentes vistas con poco ruido procedente del tráfico. El edificio tiene una superficie de 80 000 metros cuadrados, incluyendo instalaciones privadas y zona comercial. La fachada norte del edificio presenta una serie de balcones girados en un ángulo de 45 grados, característica presente en diseños anteriores como las VM Houses, en el barrio de Ørestad de Copenhague.